# Gerstenbüttel
Gerstenbüttel ist eine Ortschaft in der Gemeinde Müden (Aller) in der Samtgemeinde Meinersen im Landkreis Gifhorn.

## Geografie
Gerstenbüttel liegt im Westen des Landkreises Gifhorn an der Grenze zum Landkreis Celle. Es liegt am Südrand der Lüneburger Heide, etwa 20 km von Gifhorn, 30 km von Celle und 35 km von Braunschweig entfernt.
200 Meter vom Ortskern entfernt verläuft die Aller.
Nachbarortschaften sind Müden (Aller), Dieckhorst, Bokelberge, Ettenbüttel und Meinersen.

## Geschichte
Siedlungshistorisch gehört Gerstenbüttel zu den Büttel-Ortschaften. Wahrzeichen der Ortschaft ist der Gedenkstein, der an die Ritter der 'Garsenburg' erinnern soll. Inschrift:

Zur Erinnerung

an die Ritterburg

der Edelherren

von Garsenbüttel
1301 waren die Herren von Garssenbüttel mit dem Gut Gerstenbüttel belehnt, das später von der Familie von Marenholtz übernommen wurde. 1894 wurde das Gut Gerstenbüttel aus der Matrikel der Ritterschaft des Fürstentums Lüneburg gestrichen.
Zwischen 1992 und 1994 entstand für rund 400.000 DM (heute etwa 349.000 Euro) eine Brücke über die Aller. Sie hat eine Spannweite von 35,6 m und eine Breite von 2,5 m. Die Brücke verbindet die Straßen „In den Sandbergen“, Müden (Aller), und „Im Wildgarten“, Gerstenbüttel und ist nur für Radfahrer und Fußgänger zugelassen.
Im Sommer wird das Dorffest in Gerstenbüttel veranstaltet bei dem diverse Spiele und Köstlichkeiten erwartet werden. Am Karsamstag findet am Rande des Dorfes das Osterfeuer von Gerstenbüttel statt.

## Heute
Straßen
- Am Backhaus
- Am Teeberg
- Großer Kamp
- Holland
- Holze
- Hopfengarten
- Im Wildgarten
- Landstraße, L283

Vereine / Verbände / Genossenschaften
- Jagdgenossenschaft Dieckhorst-Gerstenbüttel
- Freiwillige Feuerwehr Müden-Dieckhorst
- Beregnungsverband Dieckhorst-Gerstenbüttel